# مرده یا زنده ۳
مرده یا زنده ۳ (به ژاپنی: デッドオアアライブ3 Deddo Oa Araibu Surī) یک بازی ویدئویی در سبک مبارزه‌ای و عنوان سومین قسمت از مجموعه بازی‌های مرده یا زنده است که توسط تیم نینجا توسعه یافته و به‌وسیلهٔ شرکت ژاپنی تکمو در سال ۲۰۰۱، به‌طور انحصاری و به عنوان بازی زمان عرضه برای کنسول ایکس‌باکس منتشر شده‌است. بازی دارای ۱۳ شخصیت قابل انتخاب از نسخه‌های پیشین و سه شخصیت جدید، و یک غول آخر غیرقابل انتخاب به نام اومگا است، و همچنین تا چهار بازیکن قادر به مبارزه در موده تگ هستند. دنبالهٔ این بازی تحت عنوان مرده یا زنده ۴ در سال ۲۰۰۵ برای کنسول ایکس‌باکس ۳۶۰ منتشر شد.